# Guadalupe Victoria, Puebla
Guadalupe Victoria là một đô thị thuộc bang Puebla, México. Năm 2005, dân số của đô thị này là 15041 người.